# Люсі Стефан
Люсі Стефан (англ. Lucy Stephan, нар. 10 грудня 1991) — австралійська веслувальниця, олімпійська чемпіонка 2020 року, дворазова чемпіонка світу.

## Виступи на Олімпіадах
| Олімпіада           | Дисципліна | Місце |
| ------------------- | ---------- | ----- |
| Ріо-де-Жанейро 2016 | вісімки    | 7     |
| Токіо 2020          | четвірки   | 1     |
| Париж 2024          | вісімки    | 4     |

## Зовнішні посилання
- Люсі Стефан на сайті World Rowing (англійська)
- Люсі Стефан на сайті Olympics.com (англійська)
- Люсі Стефан на сайті Olympedia (англійська)
- Люсі Стефан на сайті Australian Olympic Committee (англійська)
- Люсі Стефан на сайті Міжнародної федерації веслувального спорту